# Crhalj
Crhalj (cyr. Црхаљ) – wieś w Czarnogórze, w gminie Bijelo Polje. W 2011 roku liczyła 146 mieszkańców.